# Таллинское руководство
«Таллинское руководство» — (англ. Tallinn Manual) (первоначально — «Таллиннское руководство по международному праву, применимому к кибернетическим войнам») — это академическое, не имеющее обязательной силы исследование того, как международное право (в частности, jus ad bellum и международное гуманитарное право) применяется к конфликтам и войнам в информационном пространстве. В 2009—2012 гг. «Таллинское руководство» было написано по приглашению расположенного в Таллине Киберцентра НАТО международной группой, состоящей из более чем двадцати экспертов. В апреле 2013 года Руководство было опубликовано издательством Кембриджского университета.
В конце 2009 года Центр киберзащиты НАТО собрал международную группу ученых и практиков в области права с целью разработки пособия, в котором рассматривается вопрос толкования международного право в контексте киберопераций и кибервойн.

## Процесс создания и авторы
В группу авторов «Таллинского руководства», коллективно называющих себя Международной группой экспертов, вошли авторитетные ученые в области юридических наук и практикующие юристы, с которыми на протяжении всего проекта консультировались специалисты в области информационных технологий. Группу возглавил профессор Майкл Н. Шмитт, председатель отдела международного права Военно-морского колледжа США, который также являлся директором проекта.
В процессе подготовки проекта также принимали участие представители от трех организаций: НАТО, Международного комитета Красного Креста и киберкомандования.
Когда проект Таллиннского пособия был размещен на веб-сайте Центра компетенции НАТО по сотрудничеству в области киберзащиты,  он сразу же привлек внимание юридического сообщества,  а также сетевых СМИ, освещающих технологические новинки. Кроме того, после его официального опубликования 15 марта 2013 года в Chatham House, вопрос о международном праве и о том, как оно регулирует киберконфликты, широко обсуждался в международных СМИ со ссылками на пособие.
Руководство часто называют созданным в НАТО, однако это неверно. Оно является независимым академическим исследовательским продуктом, представляющим только точку зрения его авторов.

## Формат
Практика подготовки не имеющих обязательной силы руководств по применению международного гуманитарного права не нова — например, по такому же принципу были созданы «Руководство по международному праву, применимому к вооруженным конфликтам на море» Международного института гуманитарного права в Сан-Ремо и «Руководство по международной политике в области гуманитарной помощи и исследованию конфликтов» Гарвардской программы по международному праву, применимому к воздушным и ракетным вооруженным конфликтам.

## «Таллин 2.0»
В феврале 2017 г. был разработан проект под названием «Таллин 2.0» с целью расширения сферы применения «Таллинского руководства».
Основное внимание в оригинальном Руководстве уделяется наиболее разрушительным кибернетическим операциям, которые квалифицируются как «вооруженные нападения» и, следовательно, позволяют государствам реагировать в порядке самообороны, а также тем, которые происходят во время вооруженного конфликта. В «Таллин 2.0» говорится об «информационных операциях», а не о «конфликтах».